# Tommyknocker
Tommyknocker, pseudonimo di Tommaso Marra (Roma, 20 gennaio 1977), è un disc jockey e dj producer italiano.

## Biografia
Sviluppa la passione per la musica techno nel 1991. Il suo primo contatto con la hardcore nell'estate del '94. A Roma, in quel periodo, gli unici dancefloors pronti a una musica così dura erano quelli degli illegal raves, feste clandestine organizzate in capannoni abbandonati e senza nessun permesso.
Nel '95 Tommy è stato tra i primi a suonare hardcore in discoteche di Roma, prima occasionalmente, poi come resident.
Verso la metà del '98 comincia a produrre le sue prime tracce.
Nel novembre del 1999 è pronto "The Realm", il suo disco d'esordio. 
Le successive produzioni hanno fatto crescere la fama di Tommy e ampliato il suo raggio d'azione: Australia, Austria, Belgio, Canada, Francia, Germania, Inghilterra, Paesi Bassi, Russia, Slovenia, Spagna, Stati Uniti e Svizzera, Ucraina.
Dal 2003 al 2011 Tommy ha vissuto a Bruxelles, città che gli ha permesso di essere geograficamente al centro d'Europa e vicino ai Paesi Bassi.
Ha suonato e suona con regolarità nei più importanti eventi hardcore del pianeta: Thunderdome, Q-Base, Masters of Hardcore, Nightmare in Rotterdam, Megarave, Hellraiser, Energy, Streetparade, Love Parade, Decibel, Raving Nightmare, Goliath, Odyssey e altri ancora; è uscito su tutte le compilation più prestigiose della scena hardcore, collezionando centinaia di licenze in tutto il mondo e ha collaborato (co-producendo o remixando) con artisti come Dj Paul, Impulse Factory, The Viper, The Stunned Guys, Evil Activities, Neophyte, The Playah.

## Discografia
| Anno | Artista                                         | Titolo                                                      | Etichetta                       |
| ---- | ----------------------------------------------- | ----------------------------------------------------------- | ------------------------------- |
| 1999 | Tommyknocker & MC Lob                           | The Realm (12")                                             | Traxtorm Records                |
| 2001 | Tommyknocker                                    | Fuck This Track Up (12")                                    | Impulse Records                 |
| 2001 | Tommyknocker                                    | Volume on the Dancefloor (12")                              | Traxtorm Records                |
| 2002 | Tommyknocker                                    | T-2002 (12")                                                | Traxtorm Records/Hard Traxx     |
| 2002 | Tommyknocker vs. DJ Mad Dog                     | Clockwork (10")                                             | Traxtorm Records Sinful Edition |
| 2003 | Tommyknocker                                    | Showtime (12")                                              | Traxtorm Records                |
| 2003 | Tommyknocker & The Stunned Guys vs. Paul Elstak | Hardcore Takin' Over / Battle with the Mind (Remixes) (12") | Total Hardcore Records          |
| 2004 | Tommyknocker                                    | Revolution (12")                                            | Traxtorm Records                |
| 2004 | Paul Elstak vs. Tommyknocker                    | Danger Danger (12")                                         | Offensive Records               |
| 2004 | The Viper & Tommyknocker                        | The Prophecy Unfolds (12")                                  | Traxtorm Records                |
| 2005 | Tommyknocker & The Stunned Guys & DJ Mad Dog    | Our Thing E.P. (12")                                        | Traxtorm Records                |
| 2005 | Tommyknocker & The DJ Producer ft. MC Justice   | Raving Nightmare - Nocturnal Rituals (12")                  | Underground House Movement      |
| 2006 | Tommyknocker                                    | Domination (12")                                            | Traxtorm Records                |
| 2006 | Tommyknocker & Unexist                          | Step Into Our World (12")                                   | Traxtorm Records Sinful Edition |
| 2006 | Art of Fighters vs. Tommyknocker                | Follow Me (12")                                             | Traxtorm Records                |
| 2006 | Tommyknocker                                    | Traxtorm Revamped 007 - Tommyknocker Special Edition (12")  | Traxtorm Records Revamped       |
| 2007 | Tommyknocker                                    | Learn from the Pain (12")                                   | Traxtorm Records                |
| 2007 | Tommyknocker vs. Sunbeam                        | Twisted World (10" , S/Sided)                               | Traxtorm Records                |
| 2007 | Tieum & Tommyknocker                            | Post Traumatic Stress (12")                                 | Altern-Hate                     |
| 2009 | Tommyknocker                                    | Criminal (12")                                              | Traxtorm Records                |
| 2010 | Tommyknocker feat. Ian K                        | Scream                                                      | Traxtorm Records                |